# Baghlani Jadid (huyện)
Baghlani Jadid là một huyện thuộc tỉnh Baghlan, Afghanistan. Dân số thời điểm năm 1999 là 159,914 người.